# Anna-Karin Hatt

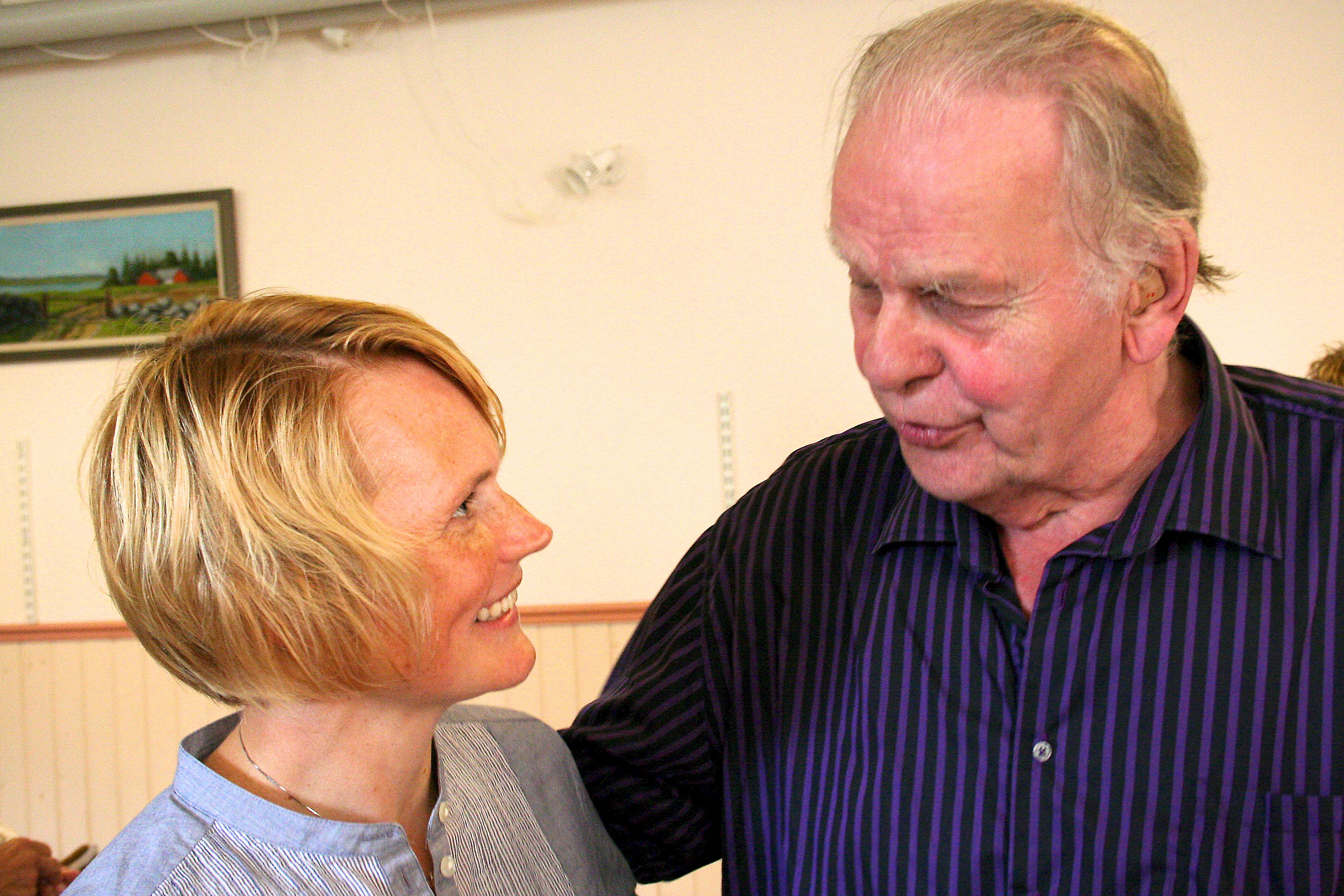
IT- och energiminister Anna-Karin Hatt möter den senaste centerpartistiske statsministern Thorbjörn Fälldin i Ramvik 2011.

Sara Anna-Karin Hatt, tidigare Alterå, född Andersson den 7 december 1972 i Gryteryds församling i Gislaveds kommun, Jönköpings län, är en svensk företagsledare och politiker. Sedan maj 2025 är hon partiledare för Centerpartiet.
Under Alliansregeringens första mandatperiod 2006–2010 var Hatt statssekreterare och chefsförhandlare för Centerpartiets samordningskansli vid Statsrådsberedningen. Mellan 2010 och 2014 var hon statsråd i Alliansregeringen, först som IT- och regionminister (2010–2011) och därefter som IT- och energiminister (2011–2014). Från 2011 till 2015 var hon andre vice partiledare för Centerpartiet. 
Hatt stod därefter utanför partipolitiken under tio år. Hon var under denna tid verkställande direktör för Almega, tjänsteföretagens arbetsgivar- och intresseorganisation, 2015–2019, och verkställande direktör för Lantbrukarnas Riksförbund 2019–2025. 
Den 14 april 2025 föreslogs hon av Centerpartiets valberedning som ny partiledare för Centerpartiet efter Muharrem Demirok, och den 3 maj 2025 valdes hon till posten på en extra partistämma.

## Karriär
Hatt inledde sin karriär som frisör, men lämnade den yrkesbanan efter ett par år och avlade i början av 1990-talet filosofie kandidatexamen i statsvetenskap, internationella relationer och freds- och konfliktkunskap vid Göteborgs universitet.

### Politisk karriär 1994–2015
Hatt var 1994–1998 en del av förbundsledningen för Centerpartiets ungdomsförbund (CUF) och 1995–1998 president för Nordiska Centerungdomens Förbund. Hon kandiderade 1996 till att bli ny förbundsordförande för CUF, men förlorade i votering mot Magdalena Fransson med 65 röster mot 109.
Hatt har varit ledarskribent i Hallands Nyheter och Södermanlands Nyheter, och blev 1995 kanslichef för Centerpartiets internationella stiftelse, som då bedrev biståndsprojekt i Öst- och Centraleuropa samt södra och västra Afrika. 1998 blev hon talskrivare åt Centerpartiets dåvarande partiledare Lennart Daléus, förste vice ordförande Andreas Carlgren och andre vice ordförande Maud Olofsson. 
År 2000 lämnade Hatt politiken och arbetade under några som PR-konsult och vice VD  för den Stockholmsbaserade pr-byrån Kind & Partners, och därefter var hon vd för friskoleföretaget Didaktus Skolor och Didaktus Hälso- och Sjukvårdsutbildningar AB.
Hon kom tillbaka till politiken i slutet av 2003 då Maud Olofsson, som 2001 blivit partiledare, utsåg henne till stabschef för Centerpartiets partiledarstab och gav henne en nyckelroll i skapandet av Allians för Sverige och i framtagandet av dess politiska program och valplattform inför riksdagsvalet 2006. Hon har också spökskrivit åt Olofsson i böckerna Min dröm för Sverige (2006) och Ett land av friherrinnor (2010). Hatt företrädde Centerpartiet i den arbetsgrupp som Allians för Sveriges partiledare tillsatte med uppdrag att ta fram förslag till en gemensam, sammanhållen ekonomisk politik inför mandatperioden 2010–2014. Arbetsgruppen leddes av finansminister Anders Borg.
År 2010 utsågs Hatt till IT- och regionminister i regeringen Reinfeldt. 2011 blev hon istället IT- och energiminister, vilket hon var till 2014. Hon blev vid tillträdet Sveriges första IT-minister; området hanterades tidigare av infrastrukturministern. Som IT-minister engagerade sig Hatt särskilt i frågor runt IT i vården, digitalisering av skolan, e-förvaltning samt att få fler flickor att intressera sig för teknik. Alliansregeringen inrättade 2011 Digitaliseringsrådet som leddes av Hatt. Hösten 2011 lade regeringen, på hennes initiativ och efter EU-förebild, fram Sveriges första sammanhållna digitaliseringsstrategi i form av en digital agenda för Sverige, IT i människans tjänst – en digital agenda för Sverige.
Hatt var en av kandidaterna i Centerpartiets partiledarval 2011, där Annie Lööf utsågs till partiledare. Hatt blev partiets andre vice ordförande.
2011 utsågs Hatt av tidskriften Fokus till Sveriges 23:e mäktigaste person. Efter att ha blivit IT- och regionminister utsågs hon i december 2010 till Sveriges mäktigaste IT-kvinna av Computer Sweden.
Hatt kandiderade i riksdagsvalet 2014 men blev inte invald. Hon fick även sluta som minister då valet ledde till regeringsskifte, och 2015 lämnade hon sina kvarvarande politiska uppdrag.

### Åren i näringslivet
I augusti 2015 efterträdde Hatt Jonas Milton som verkställande direktör för Almega. Hon ledde Almega under avtalsrörelserna 2016 och 2017. 
År 2019 rekryterades Hatt till posten som verkställande direktör och koncernchef för Lantbrukarnas Riksförbund.
Hatt har tidigare varit styrelseledamot i Trygghetsfonden TSL (2015–2019), styrelseledamot i TRR Trygghetsrådet (2015–2019), styrelseledamot och ledamot i finansutskottet i det ömsesidiga försäkringsbolaget Alecta (2016–2019), styrelseledamot i forskningsinstitutet Ratio, ledamot i insynsrådet för Universitetskanslersämbetet, ledamot i styrelsen och ersättningsutskottet för det börsnoterade fastighetsbolaget Castellum AB (2015–2021), ledamot i styrelsen för Sweden Food Arena (2020–2021), vice ordförande och ordförande för Svensk Kooperation (2019–2024).
Hon är ledamot i styrelsen för Business Sweden, styrelseordförande i LRF Media, vice ordförande för ICC Sverige, styrelseordförande  för Tyréns Group, styrelseordförande för Svenskt sigill, samt ledamot i förtroenderådet för Studieförbundet Näringsliv och Samhälle liksom i förtroenderådet för WWF Världsnaturfonden i Sverige.
Hatt har flera gånger funnits med på Dagens industris årliga lista över näringslivets 125 mäktigaste kvinnor.

### Politisk comeback
Efter tio år utanför partipolitiken föreslogs Hatt den 14 april 2025 av Centerpartiets valberedning som ny partiledare för Centerpartiet efter Muharrem Demirok. Under processen förekom hon som en förhandsfavorit till posten, men hade tackat nej till en kandidatur så sent som den 2 april. Hatt accepterade trots det nomineringen drygt en vecka senare, och blev sedan invald som partiledare vid den extrainsatta partistämman den 3 maj 2025.

## Privatliv
Anna-Karin Hatt är yngsta barnet i en syskonskara om tre. När hon föddes bodde familjen i byn Gryteryd i Gislaveds kommun, men från femårsåldern växte hon upp med sina bröder och mor på en gård i byn Mosshult i Färgaryds socken i Hylte kommun, Hallands län (i landskapet Småland). Sedan mitten av 1990-talet är hon bosatt i Stockholmsområdet och bor sedan många år i området Långbro i stadsdelen Älvsjö i Stockholms kommun. 
Hatt har tre barn födda 1997, 2002 och 2011. Hon har varit gift med Ola Alterå 1996–2002, Greger Hatt 2009–2012 och förbundsdirektören Pierre Sandberg 2019–2020. Hennes äldsta dotter Ida Alterå var mellan 2019 och 2021 ordförande för Centerpartiets ungdomsförbund.